# 277-ма фольксгренадерська дивізія (Третій Рейх)
277-ма фольксгренадерська дивізія (Третій Рейх) (нім. 277. Volksgrenadier-Division) — піхотна дивізія народного ополчення (фольксгренадери), що входила до складу Вермахту на останньому етапі Другої світової війни.

## Історія
277-ма фольксгренадерська дивізія сформована 4 вересня 1944 року на території Угорщини на фондах 574-ї фольксгренадерської дивізії Вермахту, як правонаступниця 277-ї піхотної дивізії. 5 листопада 1944 року перекинута з-під Будапешта на Західний фронт, у складі 1-го танкового корпусу СС брала участь в Арденнській наступальній операції, згодом відступала до Німеччини. Капітулювала у квітні 1945 року в Рурському котлі.

## Райони бойових дій
- Угорщина (вересень — листопад 1944)
- Західна Німеччина, Бельгія (листопад 1944 — квітень 1945)

## Командування

### Командири
- Генерал-майор Вільгельм Фібіг (нім. Wilhelm Viebig) (4 вересня 1944 — квітень 1945)

### Підпорядкованість
| Час     | Корпус     | Армія       | Група армій (округ)                  | Штаб              |
| ------- | ---------- | ----------- | ------------------------------------ | ----------------- |
| 1944    |            |             |                                      |                   |
| грудень | LXXIV-й ак | 7-ма армія  | Група армій «B»                      | Ардени            |
| грудень | I-й тк СС  | 7-ма армія  | Група армій «B»                      | Ардени            |
| 1945    |            |             |                                      |                   |
| січень  | LXVII-й ак | 15-та армія | Група армій «B»                      | Західна Німеччина |
| лютий   | LXVII-й ак | 5-та ТА     | Група армій «B»                      | Рур               |
| квітень | LXVI-й ак  | 11-та армія | Головнокомандування Вермахту «Захід» | Рур/Гарц          |

### Склад
| Листопад 1944                          |
| -------------------------------------- |
| 989-й гренадерський полк               |
| 990-й гренадерський полк               |
| 991-й гренадерський полк               |
| 277-й артилерійський полк              |
| 277-ма дивізійна фузілерна рота        |
| 277-й протитанковий дивізіон           |
| 277-й інженерний батальйон             |
| 277-й загін зв'язку                    |
| 277-й резервний підрозділ              |
| 277-ме дивізійне управління постачання |